# Svetišče
Svetíšče je stavba, prostor za čaščenje boga ali več bogov, odvisno od verstva, kateremu služi. Za svetišča poganskih oziroma mnogoboštvenih verstev se po navadi uporablja izraz tempelj. 
V starem veku je bilo svetišče nujno povezano z obredi žrtvovanja, zato se je v osrednjem prostoru nahajal žrtvenik, ki je v poznejših obdobjih, v splošnem pa z nastankom krščanstva, prevzel vlogo oltarja, ki odslej služi zgolj simboličnemu nakazanju žrtvovanja.
V današnjem času je beseda svetišče še največkrat rabljena kot sopomenka za cerkev oziroma kapelo.